# Léa Roback
Léa Roback (Montreal,  3 de noviembre de 1903 –Côte-des-Neiges, 28 de agosto de 2000) fue una organizadora sindical canadiense, activista social, pacifista y feminista. Hizo campaña contra la exclusión, la violencia, el racismo y la injusticia. Políglota y sufragista, fue pionera del feminismo en Quebec.

## Primeros años
Nacida en Montreal, Quebec, en la calle Guilbault en 1903, la segunda de nueve hijos, era hija de inmigrantes judíos polacos. Su padre era un sastre que, junto con su esposa, Fanny, dirigía una tienda general. Eran los únicos judíos en Beauport, la ciudad donde creció Roback. Hablaba yiddish en casa, francés con los lugareños de Beauport e inglés en la escuela. Su familia valoraba la lectura y las artes. En su juventud estuvo influenciada por su abuela materna, una mujer independiente.
Con su familia, Roback regresó a Montreal en 1915. Mientras trabajaba en British American Dyeworks, se dio cuenta de las diferencias entre los distintos sectores de la sociedad de Montreal. Su siguiente trabajo fue como cajera en Her Majesty's Theatre. Interesada en la literatura, ahorró dinero para matricularse en la Universidad de Grenoble en 1926,  obteniendo una licenciatura en artes. A su regreso de Grenoble, se reunió con su hermana en Nueva York.

## Carrera
En 1929 viajó a Berlín para visitar a su hermano Henri, un estudiante de medicina. Aprendió el idioma alemán, tomó cursos universitarios y enseñó inglés para pagar sus clases.  También visitó Inglaterra e Italia, desarrollando un fuerte compromiso con el comunismo. El 1 de mayo de 1929, durante su estancia en Berlín, Roback se unió al Partido Comunista de Alemania. Se sintió seducida por los socialistas, pero creía que no ponían en práctica sus palabras, por lo que cambió su apoyo al marxismo-leninismo. En su entrevista de 1988 con Nicole Lacelle, Roback dijo que fue durante este período que adquirió una auténtica conciencia política. En el otoño de 1932, cuando los nazis estaban ganando poder, Roback, judía, extranjera y comunista, regresó a Montreal siguiendo el consejo de sus profesores, tras lo cual se unió al Partido Comunista de Canadá. En 1934 pasó unos meses en la Unión Soviética. Al regresar definitivamente a Montreal, participó en la organización de los desempleados, dirigida por Norman Bethune. También trabajó en la Asociación Hebrea de Mujeres Jóvenes. En 1935, fundó la primera librería marxista en Montreal, la Librería Moderna, en la calle Bleury.  
Con Thérèse Casgrain, Roback luchó por el sufragio femenino en Quebec en 1936.  Ese mismo año, el Sindicato Internacional de Trabajadoras de la Confección de Mujeres envió a Rose Pesotta, una veterana organizadora sindical de Nueva York, para establecer el ILGWU en Montreal. Roback la ayudó. Fue de gran ayuda para unir a los trabajadores de la confección debido a su capacidad de hablar yiddish, francés e inglés y, en última instancia, ayudó a organizar a 5.000 trabajadores de la confección que habían estado en una huelga de tres semanas en 1937. Roback ayudó a sindicalizar RCA Victor en 19481, donde permaneció hasta 1951. Ganó el primer contrato sindical para mujeres en 1943, pero no quería convertirse en representante sindical ni ascender en la estructura de poder sindical.
Roback fue un organizador político de la exitosa campaña de Fred Rose en las elecciones parciales de Cartier de 1943. Después de distanciarse constantemente del PCC, Roback abandonó el partido en 1958 tras la invasión soviética de Hungría.  En 1960, se convirtió en miembro y desempeñó un papel activo en la organización "Voice of Women" (La Voix des Femmes en Montreal)  junto a Madeleine Parent, Thérèse Casgrain y Simonne Monet-Chartrand. Denunció la guerra de Vietnam y el apartheid en Sudáfrica, hizo campaña contra la proliferación de armas nucleares y fue defensora del libre acceso a una educación de calidad. Feminista, luchó por obtener el derecho a votar por el derecho al aborto y el acceso a la anticoncepción. Roback también luchó para que los residentes de Saint-Henri recibieran una vivienda digna. A los 83 años, bajo una lluvia torrencial, participó en la marcha de mujeres por la equidad salarial. En 1985, se convirtió en miembro honorario del Instituto Canadiense de Investigación sobre la Mujer.  Murió en Côte-des-Neiges en 2000, convirtiéndose en Caballero (Chevalier) de la Orden Nacional de Quebec ese mismo año.

## Reconocimientos
- Su memoria está perpetuada por la labor de la Fondation Léa Roback (Fundación Lea Roback) creada en 1993,  que otorga becas a mujeres socialmente comprometidas y económicamente desfavorecidas.[9]

- Le Centre Léa-Roback, un centro de investigación en Montreal sobre las desigualdades sociales, también lleva su nombre, al igual que la Maison Parent-Roback, originalmente situada en el Vieux-Montreal y ahora ubicada en el distrito Park-Extension.
- Sophie Bissonnette hizo un documental titulado A vision in the darkness sobre la vida de Roback en 1991.[10]
- En la década de 2000 se nombraron dos calles en su honor: Rue Léa-Roback. en el distrito de Saint-Henri de Montreal, y otra en Beauport, donde pasó un tiempo en su juventud.
- En septiembre de 2023, Roback fue una de las tres feministas y sindicalistas de Quebec, junto con Madeleine Parent y Simonne Monet-Chartrand, honradas por Canada Post con un sello postal.[11]